# Boleszyn
Boleszyn es un pueblo ubicado en el distrito administrativo de Nowe Miasto, Voivodato de Varmia y Masuria, en Polonia del norte. Desde una reforma administrativa en 1999, Boleszyn es una de las aldeas rurales de la Gmina Grodziczno.

## Ubicación geográfica
Boleszyn se encuentra a 9,5 km al noroeste de Lidzbark. El lugar tiene la misma distancia si vienes de Grodziczno a Boleszyn desde el suroeste. Las ciudades principales más cercanas son Olsztyn en el este y Toruń en el oeste. La parroquia católica de San Martín en Boleszyn pertenece a la diócesis de Toruń. Sin embargo, el distrito administrativo responsable no es el Voivodato de Cuyavia y Pomerania, sino el Voivodato de Varmia y Masuria con la capital Olsztyn.

## Historia
Los orígenes del lugar se remontan a la Edad Media. El nombre del pueblo aparece por primera vez en documentos como Boleschino (1402-1416). Posteriormente se pueden encontrar los nombres Bollozin (1490), Boleszyn (1570), Bolesino (1647), Bolleszyn (1888) y Bolleschin (1908). La mención escrita más antigua del nombre de la parroquia se encuentra en los documentos del obispo de Chełmno, donde se menciona que la iglesia de Radoszki se anexó a la parroquia de Boleszyn (1414-1416) como iglesia filial. La iglesia estaba bajo el patrocinio del cabildo de Chełmno. En la segunda mitad del siglo XVI, la comuna incluía los pueblos: Boleszyn, Wielekie, Lezno, Sugajno, Slup y Zalesie. En el siglo XVII, durante la guerra polaco-sueca (1627-1629), el municipio de Boleszyn perdió su independencia por un tiempo y fue anexado al municipio de Mroczno. En la Edad Moderna había una escuela parroquial de un solo maestro en Boleszyn, que se menciona dos veces en las fuentes (1647 y 1740). Después de la primera partición de Polonia, el área alrededor de Boleszyn se incorporó al Reino de Prusia. Según un decreto del 1 de septiembre de 1848, se estableció un patrocinio mixto para Boleszyn, que fue ejercido por el obispo de Chełmno en los meses pares y por el gobierno prusiano en los meses impares. Durante la Primera Guerra Mundial, en agosto de 1914, el ejército ruso invadió el área de Lubawa y ocupó brevemente Boleszyn. En enero de 1920, el área donde se encuentra el municipio de Boleszyn cayó en manos de la Segunda República polaca. La comuna, que en ese momento estaba compuesta por un 98% de católicos, pertenecía al decanato eclesiástico de Lidzbark.
Durante la Segunda Guerra Mundial (1939-1945), después de la invasión de Polonia, Boleszyn se incorporó al Landkreis Strasburg en Prusia Occidental y pasó a llamarse Bolleschin. Este distrito pertenecía a la región administrativa de Marienwerder. El lugar ya había pertenecido a este región administrativa prusiana desde 1815 hasta 1920. De 1874 a 1920, Bolleszyn (Bolleschin) fue un partido judicial separado, que incluía los municipios rurales de Bolleszyn, Groß Leszno, Klein Leszno, Kowallik, Slupp, Zalesie y Zembrze y Slupp, Forst. Después de la entrada en vigor del Tratado de Versalles el 10 de enero de 1920, el distrito de Strasburg pasó a formar parte de la República de Polonia y fue asignado al Powiat Brodnicki, lo que significó que Boleszyn perdió su derecho como partido judicial. Con el final de la Segunda Guerra Mundial, el área del distrito pasó a formar parte de la República Popular de Polonia. El Landkreis Strasburg volvió a llamarse Powiat Brodnicki y Bolleschin volvió a llamarse Boleszyn. Desde 1989, Boleszyn pertenece a la Tercera República Polaca.

## La Iglesia Parroquial Católica de San Martín

### Santuario de Nuestra Señora de los Dolores
La Parroquia de San Martín en Boleszyn fue fundada a mediados del siglo XIX y originalmente pertenecía al cabildo de Chełmno. La primera iglesia, que fue construida en 1653, era un edificio de madera. El templo actual, también de madera, fue construido en 1721-1722. La iglesia es conocida como el Santuario de Nuestra Señora de los Dolores, cuyo culto se viene desarrollando desde el siglo XVII. Una epidemia de cólera estalló en Boleszyn a finales de los siglos XVII y XVIII. Los creyentes recurrieron a la imagen milagrosa de la Madre de Dios para protegerse de la peligrosa enfermedad. Desde entonces, el templo se ha convertido en un lugar de peregrinación.

### Lugar conmemorativo al párroco mártir Franz Boehm
El 15 de septiembre de 2015, el obispo de Toruń, Andrzej Suski, inauguró un lugar conmemorativo al sacerdote mártir Franz Boehm en la iglesia de peregrinación. El párroco,  hijo de padre alemán y madre polaca, nació en Boleszyn el 3 de octubre de 1880 y fue bautizado en la iglesia de San Martín el 31 de octubre de 1880. Después de que la familia tuviera que abandonar Boleszyn por orden del gobierno prusiano en 1893, llegaron a Renania. Franz Boehm fue ordenado sacerdote en la Arquidiócesis de Colonia en 1906. El 5 de junio de 1944 fue arrestado por la Gestapo y llevado al campo de concentración de Dachau. Murió allí el 13 de febrero de 1945.